# Herman Hendrik Kolkmeijer
Herman Hendrik Kolkmeijer (H.H. Kolkmeijer) (Rotterdam, 30 december 1870 - Oberneuland, omstreeks 16 mei 1914) was een Nederlands violist.
Hij was zoon van Johan Hendrik Kolkmeijer en Harmana de Boer. Hij trouwde in Chemnitz met Charlotte Auguste Lisbeth Horn.
Het zag er eerst niet uit dat hij in de muziek zou gaan; hij kreeg een opleiding voor in de handel. Hij verwisselde het kantoor voor de Rotterdamse muziekschool, alwaar hij les kreeg van Willy Hess. Hij werd in 1890 concertmeester bij de Arnhemsche Orkest Vereeniging, vertrok na twee jaar naar het orkest van Julius Laube in Hamburg. Hij speelde vervolgens bij het stedelijk orkest in Chemnitz en daarna in Homburg (zomer) en Frankfurt am Main (winter) als concertmeester in het Museumorkest van Gustav Kogel. Vanaf 1896 was hij dat in Mainz bij het plaatselijk symfonie- en operaorkest. Hij trad ook als solist op binnen Nederland, Duitsland en Rusland. Zijn laatste vaste orkest was de Bremer Philharmonie.
Hij overleed na een lang ziektebed.
Violist Maarten Marinus Breemer was leerling van hem uit zijn Rotterdamse periode.